# Frances Irene Reels
Frances Irene Reels, también conocida como Irene Reels (Smithville, Misisipi, 29 de septiembre de 1892 - Los Ángeles, California, 10 de noviembre de 1926), fue una guionista y actriz de teatro estadounidense activa durante la época del cine mudo de Hollywood.

## Trayectoria
Frances nació en Smithville, Misisipi, hija de Marie Underhill y Emmett Reel. Comenzó a actuar y a cantar a una edad temprana, y apareció en producciones itinerantes cuando era adolescente.
Se casó con el director y productor de cine estadounidense John M. Stahl en 1918, y ambos colaboraron en varias películas, con Stahl dirigiendo y Reels escribiendo los guiones.
Murió inesperadamente el 10 de noviembre de 1926, tras ser operada, con 34 años.

## Obra

### Filmografía
- 1919 - Her Code of Honor[8][9]
- 1920 - The Woman in His House[10]
- 1921 - Sowing the Wind[11]
- 1922 - The Song of Life[12][13]
- 1923 - The Dangerous Age[14]
- 1924 - Husbands and Lovers[15][16]